# 土屋哲
土屋 哲（つちや さとる、1923年9月19日 - 2007年3月25日）は、日本のアフリカ文学・カリブ海文学研究者。明治大学・ナイロビ大学名誉教授。本名の読みは「てつ」。

## 略歴
和歌山県生まれ。東京大学卒。ナイジェリアのイバダン大学、ケニアのナイロビ大学などで日本文学を教え、これらの大学やセネガルのダカール大学に日本語関係の講座を開設。明治大学教授を務め、アフリカ文化などの紹介に努めた。

## 著書
- 『近代化とアフリカ 新しい価値観への挑戦』（朝日選書） 1978
- 『アフリカのこころ 奴隷・植民地・アパルトヘイト』（岩波ジュニア新書） 1989
- 『アフリカ抱擁 文化とアパルトヘイト』（サイマル出版会） 1990
- 『現代アフリカ文学案内』（新潮選書） 1994
- 『アフリカへつなぐ夢 20世紀を生きて』（ポプラ社） 1998
- 『古層文明から21世紀を読み解く <気>の比較文化誌』（朝日新聞社） 2004

### 共編著
- 『コモンウェルスの文学』（平野敬一共編、研究社出版） 1983
- 『アフリカの都市問題』（共著、勁草書房、明治大学社会科学研究所叢書） 1987
- 『僕たちにもチャンスをおくれ!!』（M・O・ムチャーリ共著、岡田瑛子訳、潮出版社） 1991
- 『アルビオンの彼方で 20世紀英語圏の文学』（研究社出版） 1994

## 翻訳
- 『植民地革命 アフリカの内幕』（ジョン・ガンサー、みすず書房、現代史大系） 1956 - 1957
- 『埋もれた時代 若き詩人の自画像』（セシル・デイ＝ルイス、南雲堂） 1962
- 『コンゴ独立史』（C・ホスキンズ、みすず書房） 1966
- 『南アメリカの内幕』（ジョン・ガンサー、町野武共訳、みすず書房） 1969 - 1970
- 『やし酒飲み』（エイモス・チュツオーラ、晶文社） 1970
- 『産まない自由とは何か』（P・マルクス、日本教文社） 1972
- 『スコッチ気質』（ジョン・ケネス・ガルブレイス、河出書房新社） 1972
- 『戒厳令下の愛』（R・リーブ、鷹書房） 1975
- 『現代アフリカの文学』（ナディン・ゴーディマー、岩波新書） 1975
- 『現代アフリカ文学短編集』1－3（鷹書房） 1977
- 『偉大なる帝王シャカ』（マジシ・クネーネ、岩波書店） 1979
- 『なぜどうしてものがたり ケニアの民話』（パメラ・コーラ、岩波書店） 1981
- 『戦士の抱擁』（ナディン・ゴーディマ、晶文社） 1985
- 『草原の子マレディ』（エスキア・ムパシェーレ、岩波少年文庫） 1987